# Huníkov
Huníkov je malá vesnice a část města Česká Kamenice v okrese Děčín. Nachází se asi dva kilometry jižně od České Kamenice. Prochází zde silnice II/263. Huníkov leží v katastrálním území Dolní Kamenice o výměře 5,08 km².

## Historie
První písemná zmínka o vesnici pochází z roku 1460. Do roku 1946 nesla obec název Henne.

## Obyvatelstvo
Při sčítání lidu v roce 1921 ve vsi žilo 247 obyvatel (z toho 120 mužů), z nichž bylo pět Čechoslováků a 242 Němců. Všichni se hlásili k římskokatolické církvi. Podle sčítání lidu z roku 1930 měla vesnice 249 obyvatel: tři Čechoslováky, 243 Němců a tři cizince. Kromě jednoho evangelíka a jednoho člověka bez vyznání byli římskými katolíky.
|                                                                         | 1869 | 1880 | 1890 | 1900 | 1910 | 1921 | 1930 | 1950 | 1961 | 1970 | 1980 | 1991 | 2001 | 2011 |
| ----------------------------------------------------------------------- | ---- | ---- | ---- | ---- | ---- | ---- | ---- | ---- | ---- | ---- | ---- | ---- | ---- | ---- |
| Obyvatelé                                                               | 340  | 376  | 265  | 242  | 278  | 247  | 249  | 76   | 67   | 93   | 133  | 39   | 49   | 57   |
| Domy                                                                    | 54   | 63   | 45   | 44   | 47   | 47   | 46   | 43   | —    | 21   | 29   | 26   | 25   | 26   |
| Počet domů z roku 1961 je zahrnut v domech místní části Česká Kamenice. |      |      |      |      |      |      |      |      |      |      |      |      |      |      |